# Mirasaura
Mirasaura (il cui nome significa "rettile meraviglioso") è un genere estinto di rettile drepanosauromorfo vissuto nel Triassico medio, circa 247 milioni di anni fa (età Anisica) in quella che oggi è la Formazione Grès à Voltzia in Francia. Il genere contiene una singola specie, la specie tipo M. grauvogeli, nota da due scheletri parziali che conservano il cranio, la maggior parte del corpo e l'impronta della cresta dorsale composta da tessuti molli, oltre a 80 esemplari incompleti che conservano parti isolate di questa cresta. Come lo strettamente imparentato Longisquama, Mirasaura presenta un'insolita cresta dorsale composta da appendici allungate superficialmente simili a piume, probabilmente usate a scopo espositivo.

## Scoperta e denominazione
Il materiale fossile noto di Mirasaura venne portato alla luce principalmente da Louis Grauvogel durante gli scavi fossiliferi nei Vosgi. Questa località fossilifera, che rappresenta affioramenti della parte inferiore della Formazione di Grès à Voltzia, si trova nella regione della Lorena, nella Francia orientale, e si estende per circa 100 km da nord a sud e 40 km da est a ovest. Nel maggio del 1939, Grauvogel raccolse due scheletri parziali, identificati semplicemente come rettili. Mentre il materiale scheletrico fu riconosciuto come appartenente a un genere di rettile indeterminato, Grauvogel notò la presenza di una struttura di tessuto molle conservata che si ergeva sopra il dorso dell'animale, che inizialmente identificò come una pinna. Successivamente, i ricercatori proposero che rappresentasse invece l'ala di un insetto o parti di una pianta. Solo nel 2019, quando la collezione di fossili di Grauvogel fu acquisita dal Museo Statale di Storia Naturale di Stoccarda, questa struttura fu riconosciuta come parte dell'anatomia dell'animale. I due esemplari che conservano materiale scheletrico sono stati catalogati come SMNS 97278 (un cranio articolato quasi completo insieme al postcranio mal conservato, oltre alla maggior parte della cresta di tessuti molli) e SMNS 97279 (un cranio parziale, gran parte del postcranio e parte della cresta). 80 esemplari aggiuntivi che rappresentano solo la cresta di tessuti molli, che vanno da appendici quasi complete ad elementi isolati, sono anch'essi riferibili a questo animale.
Nel 2025, Stephan N. F. Spiekman e colleghi descrissero Mirasaura grauvogeli come un nuovo genere e specie di rettili drepanosauromorfi sulla base di questi resti fossili, stabilendo l'esemplare SMNS 97278 come olotipo. Il nome del genere Mirasaura combina la parola latina mira, che significa " meraviglioso", con la parola del greco antico σαύρα/saura, che significa "rettile" o "lucertola". Il nome della specie, grauvogeli, rende omaggio a Louis Grauvogel, lo scopritore del materiale fossile di Mirasaura e di molti altri fossili nelle località vicine.

## Descrizione
Il cranio di Mirasaura ha superficialmente l'aspetto di un uccello, un tratto tipico dei drepanosauri, con un muso lungo e affusolato, una volta cranica a cupola e grandi orbite oculari leggermente rivolte in avanti. I denti sono presenti ai lati delle mascelle, mentre la punta del muso è sdentata. La colonna vertebrale è composta da sette vertebre cervicali, 24 vertebre dorsali e due vertebre sacrali; il numero di vertebre caudali è sconosciuto. Le vertebre dorsali anteriori sono curve, con spine neurali allargate, che conferiscono al dorso un aspetto gobbo, come in molti altri drepanosauri ma che lo differenzia dal suo stretto parente Longisquama. L'arto anteriore non presenta le modifiche derivate che caratterizzano i drepanosauri più derivati, come Drepanosaurus. 
Come il suo stretto parente Longisquama, Mirasaura possedeva un'alta cresta composta da strutture tegumentarie superficialmente simili a piume sul dorso, che formavano un'alta vela a forma di ventaglio. La comune conservazione di queste strutture in isolamento implica che questi animali facessero regolarmente la muta, ricambiando periodicamente queste strutture.

## Classificazione

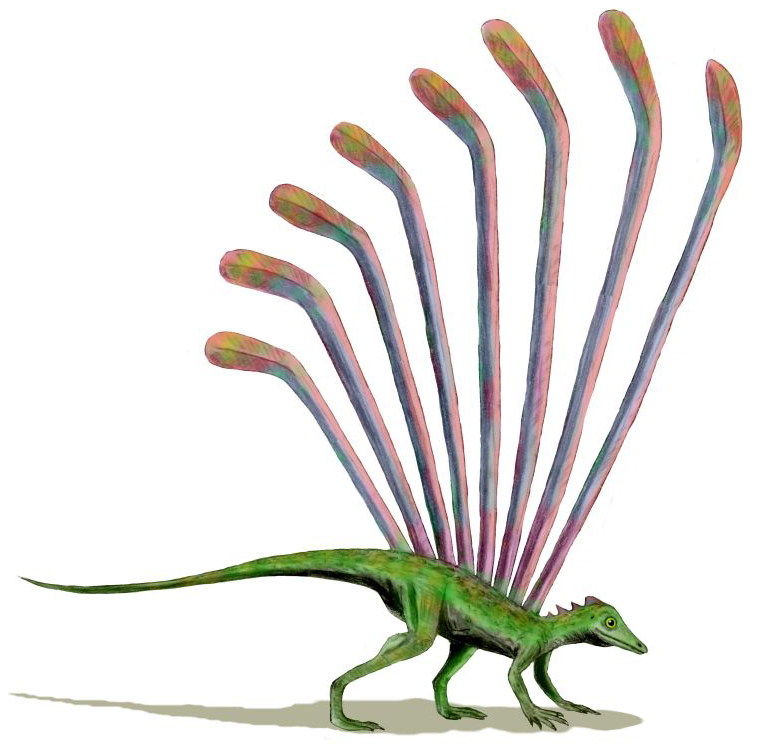
Ricostruzione artistica speculativa dello stretto parente Longisquama

Nella loro analisi filogenetica, Spiekman e colleghi hanno recuperato Mirasaura come un membro di Drepanosauromorpha, come taxon gemello di Longisquama. La posizione esatta dei drepanosauromorfi all'interno del clade dei rettili Neodiapsida è incerta a causa della presenza di una politomia irrisolta alla base di questo clade. Questi risultati sono visualizzati nel cladogramma sottostante:
|  | †Longisquama |
|  |              |
|  | †Mirasaura   |
|  |              |

|  | †Dolabrosaurus                                                 |
|  |                                                                |
|  | †Megalancosaurus                                               |
|  |                                                                |
|  | \| \| †Avicranium \| \| \| \| \| \| †Drepanosaurus \| \| \| \| |
|  |                                                                |
|  | †Avicranium                                                    |
|  |                                                                |
|  | †Drepanosaurus                                                 |
|  |                                                                |

|  | †Avicranium    |
|  |                |
|  | †Drepanosaurus |
|  |                |

|  | †Dolabrosaurus                                                 |
|  |                                                                |
|  | †Megalancosaurus                                               |
|  |                                                                |
|  | \| \| †Avicranium \| \| \| \| \| \| †Drepanosaurus \| \| \| \| |
|  |                                                                |
|  | †Avicranium                                                    |
|  |                                                                |
|  | †Drepanosaurus                                                 |
|  |                                                                |

|  | †Avicranium    |
|  |                |
|  | †Drepanosaurus |
|  |                |

|  | †Longisquama |
|  |              |
|  | †Mirasaura   |
|  |              |

|  | †Dolabrosaurus                                                 |
|  |                                                                |
|  | †Megalancosaurus                                               |
|  |                                                                |
|  | \| \| †Avicranium \| \| \| \| \| \| †Drepanosaurus \| \| \| \| |
|  |                                                                |
|  | †Avicranium                                                    |
|  |                                                                |
|  | †Drepanosaurus                                                 |
|  |                                                                |

|  | †Avicranium    |
|  |                |
|  | †Drepanosaurus |
|  |                |

|  | †Dolabrosaurus                                                 |
|  |                                                                |
|  | †Megalancosaurus                                               |
|  |                                                                |
|  | \| \| †Avicranium \| \| \| \| \| \| †Drepanosaurus \| \| \| \| |
|  |                                                                |
|  | †Avicranium                                                    |
|  |                                                                |
|  | †Drepanosaurus                                                 |
|  |                                                                |

|  | †Avicranium    |
|  |                |
|  | †Drepanosaurus |
|  |                |

|  | †Longisquama |
|  |              |
|  | †Mirasaura   |
|  |              |

|  | †Dolabrosaurus                                                 |
|  |                                                                |
|  | †Megalancosaurus                                               |
|  |                                                                |
|  | \| \| †Avicranium \| \| \| \| \| \| †Drepanosaurus \| \| \| \| |
|  |                                                                |
|  | †Avicranium                                                    |
|  |                                                                |
|  | †Drepanosaurus                                                 |
|  |                                                                |

|  | †Avicranium    |
|  |                |
|  | †Drepanosaurus |
|  |                |

|  | †Dolabrosaurus                                                 |
|  |                                                                |
|  | †Megalancosaurus                                               |
|  |                                                                |
|  | \| \| †Avicranium \| \| \| \| \| \| †Drepanosaurus \| \| \| \| |
|  |                                                                |
|  | †Avicranium                                                    |
|  |                                                                |
|  | †Drepanosaurus                                                 |
|  |                                                                |

|  | †Avicranium    |
|  |                |
|  | †Drepanosaurus |
|  |                |

|  | †Longisquama |
|  |              |
|  | †Mirasaura   |
|  |              |

|  | †Dolabrosaurus                                                 |
|  |                                                                |
|  | †Megalancosaurus                                               |
|  |                                                                |
|  | \| \| †Avicranium \| \| \| \| \| \| †Drepanosaurus \| \| \| \| |
|  |                                                                |
|  | †Avicranium                                                    |
|  |                                                                |
|  | †Drepanosaurus                                                 |
|  |                                                                |

|  | †Avicranium    |
|  |                |
|  | †Drepanosaurus |
|  |                |

|  | †Dolabrosaurus                                                 |
|  |                                                                |
|  | †Megalancosaurus                                               |
|  |                                                                |
|  | \| \| †Avicranium \| \| \| \| \| \| †Drepanosaurus \| \| \| \| |
|  |                                                                |
|  | †Avicranium                                                    |
|  |                                                                |
|  | †Drepanosaurus                                                 |
|  |                                                                |

|  | †Avicranium    |
|  |                |
|  | †Drepanosaurus |
|  |                |

|  | †Coelurosauravus                                                    |
|  |                                                                     |
|  | \| \| †Rautiania spp. \| \| \| \| \| \| †Weigeltisaurus \| \| \| \| |
|  |                                                                     |
|  | †Rautiania spp.                                                     |
|  |                                                                     |
|  | †Weigeltisaurus                                                     |
|  |                                                                     |

|  | †Rautiania spp. |
|  |                 |
|  | †Weigeltisaurus |
|  |                 |

|  | †Acerosodontosaurus |
|  |                     |
|  | †Hovasaurus         |
|  |                     |
|  | †Thadeosaurus       |
|  |                     |

|  | †Youngina                                       |
|  |                                                 |
|  | Zona di assemblaggio di Tropidostoma 'Youngina' |
|  |                                                 |

|  | †Acerosodontosaurus |
|  |                     |
|  | †Hovasaurus         |
|  |                     |
|  | †Thadeosaurus       |
|  |                     |

|  | †Youngina                                       |
|  |                                                 |
|  | Zona di assemblaggio di Tropidostoma 'Youngina' |
|  |                                                 |

|  | Archosauromorpha                                                    |
|  |                                                                     |
|  | \| \| Pantestudines \| \| \| \| \| \| Lepidosauromorpha \| \| \| \| |
|  |                                                                     |
|  | Pantestudines                                                       |
|  |                                                                     |
|  | Lepidosauromorpha                                                   |
|  |                                                                     |

|  | Pantestudines     |
|  |                   |
|  | Lepidosauromorpha |
|  |                   |

|  | †Longisquama |
|  |              |
|  | †Mirasaura   |
|  |              |

|  | †Dolabrosaurus                                                 |
|  |                                                                |
|  | †Megalancosaurus                                               |
|  |                                                                |
|  | \| \| †Avicranium \| \| \| \| \| \| †Drepanosaurus \| \| \| \| |
|  |                                                                |
|  | †Avicranium                                                    |
|  |                                                                |
|  | †Drepanosaurus                                                 |
|  |                                                                |

|  | †Avicranium    |
|  |                |
|  | †Drepanosaurus |
|  |                |

|  | †Dolabrosaurus                                                 |
|  |                                                                |
|  | †Megalancosaurus                                               |
|  |                                                                |
|  | \| \| †Avicranium \| \| \| \| \| \| †Drepanosaurus \| \| \| \| |
|  |                                                                |
|  | †Avicranium                                                    |
|  |                                                                |
|  | †Drepanosaurus                                                 |
|  |                                                                |

|  | †Avicranium    |
|  |                |
|  | †Drepanosaurus |
|  |                |

|  | †Longisquama |
|  |              |
|  | †Mirasaura   |
|  |              |

|  | †Dolabrosaurus                                                 |
|  |                                                                |
|  | †Megalancosaurus                                               |
|  |                                                                |
|  | \| \| †Avicranium \| \| \| \| \| \| †Drepanosaurus \| \| \| \| |
|  |                                                                |
|  | †Avicranium                                                    |
|  |                                                                |
|  | †Drepanosaurus                                                 |
|  |                                                                |

|  | †Avicranium    |
|  |                |
|  | †Drepanosaurus |
|  |                |

|  | †Dolabrosaurus                                                 |
|  |                                                                |
|  | †Megalancosaurus                                               |
|  |                                                                |
|  | \| \| †Avicranium \| \| \| \| \| \| †Drepanosaurus \| \| \| \| |
|  |                                                                |
|  | †Avicranium                                                    |
|  |                                                                |
|  | †Drepanosaurus                                                 |
|  |                                                                |

|  | †Avicranium    |
|  |                |
|  | †Drepanosaurus |
|  |                |

|  | †Longisquama |
|  |              |
|  | †Mirasaura   |
|  |              |

|  | †Dolabrosaurus                                                 |
|  |                                                                |
|  | †Megalancosaurus                                               |
|  |                                                                |
|  | \| \| †Avicranium \| \| \| \| \| \| †Drepanosaurus \| \| \| \| |
|  |                                                                |
|  | †Avicranium                                                    |
|  |                                                                |
|  | †Drepanosaurus                                                 |
|  |                                                                |

|  | †Avicranium    |
|  |                |
|  | †Drepanosaurus |
|  |                |

|  | †Dolabrosaurus                                                 |
|  |                                                                |
|  | †Megalancosaurus                                               |
|  |                                                                |
|  | \| \| †Avicranium \| \| \| \| \| \| †Drepanosaurus \| \| \| \| |
|  |                                                                |
|  | †Avicranium                                                    |
|  |                                                                |
|  | †Drepanosaurus                                                 |
|  |                                                                |

|  | †Avicranium    |
|  |                |
|  | †Drepanosaurus |
|  |                |

|  | †Longisquama |
|  |              |
|  | †Mirasaura   |
|  |              |

|  | †Dolabrosaurus                                                 |
|  |                                                                |
|  | †Megalancosaurus                                               |
|  |                                                                |
|  | \| \| †Avicranium \| \| \| \| \| \| †Drepanosaurus \| \| \| \| |
|  |                                                                |
|  | †Avicranium                                                    |
|  |                                                                |
|  | †Drepanosaurus                                                 |
|  |                                                                |

|  | †Avicranium    |
|  |                |
|  | †Drepanosaurus |
|  |                |

|  | †Dolabrosaurus                                                 |
|  |                                                                |
|  | †Megalancosaurus                                               |
|  |                                                                |
|  | \| \| †Avicranium \| \| \| \| \| \| †Drepanosaurus \| \| \| \| |
|  |                                                                |
|  | †Avicranium                                                    |
|  |                                                                |
|  | †Drepanosaurus                                                 |
|  |                                                                |

|  | †Avicranium    |
|  |                |
|  | †Drepanosaurus |
|  |                |

|  | †Coelurosauravus                                                    |
|  |                                                                     |
|  | \| \| †Rautiania spp. \| \| \| \| \| \| †Weigeltisaurus \| \| \| \| |
|  |                                                                     |
|  | †Rautiania spp.                                                     |
|  |                                                                     |
|  | †Weigeltisaurus                                                     |
|  |                                                                     |

|  | †Rautiania spp. |
|  |                 |
|  | †Weigeltisaurus |
|  |                 |

|  | †Acerosodontosaurus |
|  |                     |
|  | †Hovasaurus         |
|  |                     |
|  | †Thadeosaurus       |
|  |                     |

|  | †Youngina                                       |
|  |                                                 |
|  | Zona di assemblaggio di Tropidostoma 'Youngina' |
|  |                                                 |

|  | †Acerosodontosaurus |
|  |                     |
|  | †Hovasaurus         |
|  |                     |
|  | †Thadeosaurus       |
|  |                     |

|  | †Youngina                                       |
|  |                                                 |
|  | Zona di assemblaggio di Tropidostoma 'Youngina' |
|  |                                                 |

|  | Archosauromorpha                                                    |
|  |                                                                     |
|  | \| \| Pantestudines \| \| \| \| \| \| Lepidosauromorpha \| \| \| \| |
|  |                                                                     |
|  | Pantestudines                                                       |
|  |                                                                     |
|  | Lepidosauromorpha                                                   |
|  |                                                                     |

|  | Pantestudines     |
|  |                   |
|  | Lepidosauromorpha |
|  |                   |